# Trojan Limited

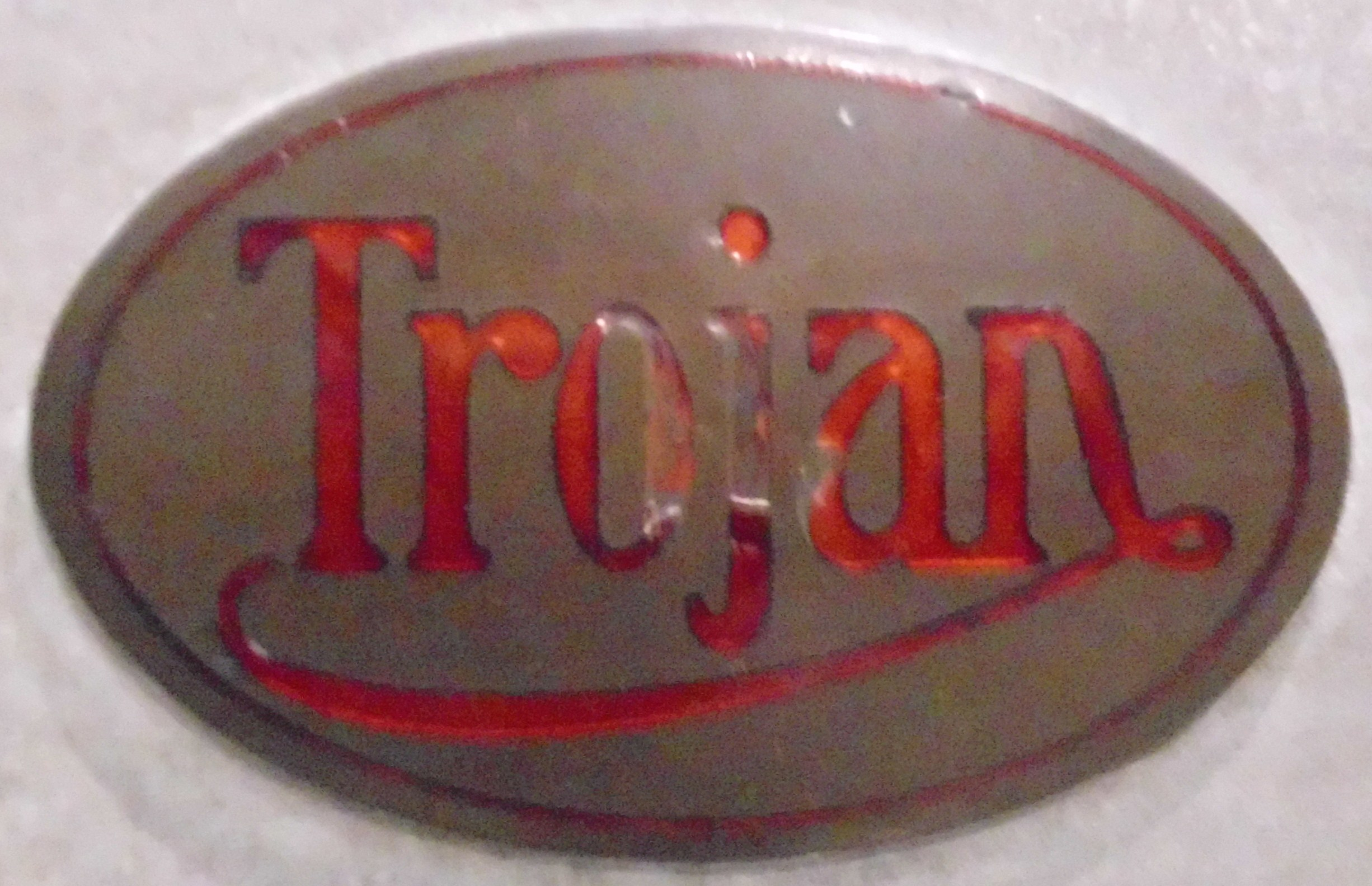
Emblem

Trojan war ein britischer Automobilhersteller; die Marke bestand von 1914 bis 1974.

## Gründung
Die Firma wurde von Leslie Hayward Hounsfield (1877–1957) gegründet. Er begann seine Tätigkeit als Chefingenieur einer kleinen Firma namens Polygon Engineering Works in Clapham, Süd-London. Sein Ziel war der Bau eines einfachen, wirtschaftlichen Autos, das einfach zu fahren war. 1910 begann er mit der Entwicklung. 1913 war der Prototyp fertig. Er war mit einem Zweitaktmotor ausgestattet. Die vier Zylinder waren paarweise angeordnet, je zwei teilten sich einen Brennraum. Der Motor verfügte über nur sieben bewegte Teile. Er gab seine Kraft über ein epizyklisches Zweiganggetriebe und eine Kette an die Hinterräder ab. Das Auto hatte Vollgummireifen, um Pannen zu vermeiden und extrem lange Federn.
Bevor die Produktion starten konnte, brach der Erste Weltkrieg aus, und Trojan, wie die Firma sich ab 1914 nannte, produzierte von 1914 bis 1918 Werkzeug und Messgeräte. 1920 entstanden die ersten sechs Autos eines Typs, hergestellt in der Fabrik in Croydon, die endgültige Version wurde  1922 auf der London Motor Show gezeigt. Trojan schloss eine Vereinbarung mit Leyland Motors, das neue Auto in deren Fabrik in Kingston upon Thames zu bauen, wo die Umrüstung ehemaliger Luftwaffen-Lkw auslief. Diese Vereinbarung hielt bis 1928, als Leyland Produktionsfläche für die Lkw-Produktion benötigte. Bis dahin waren 11.000 Pkw und 6.700 Transporter gebaut worden.

## Trojan Utility Car und Lieferwagen

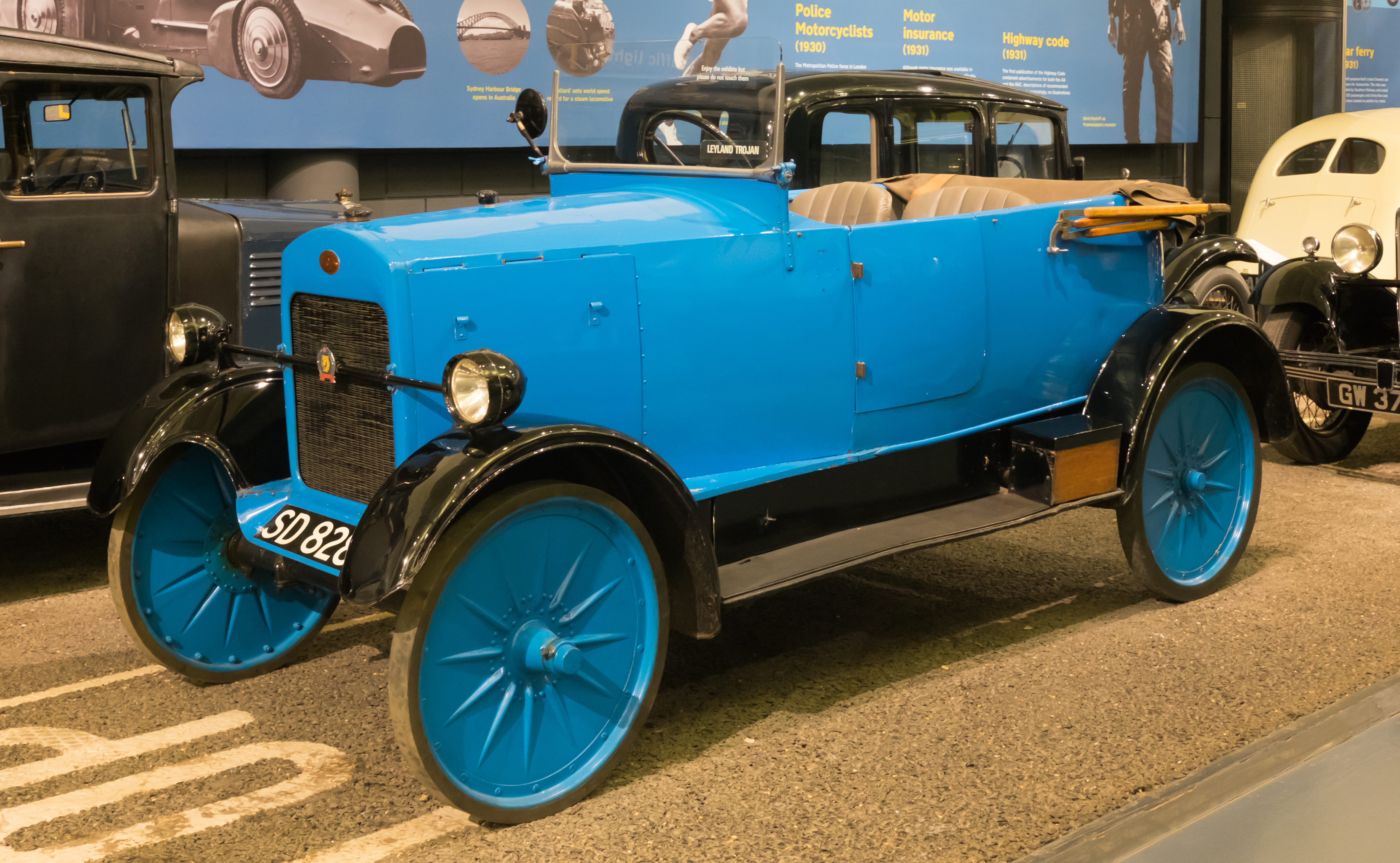
Trojan von 1924

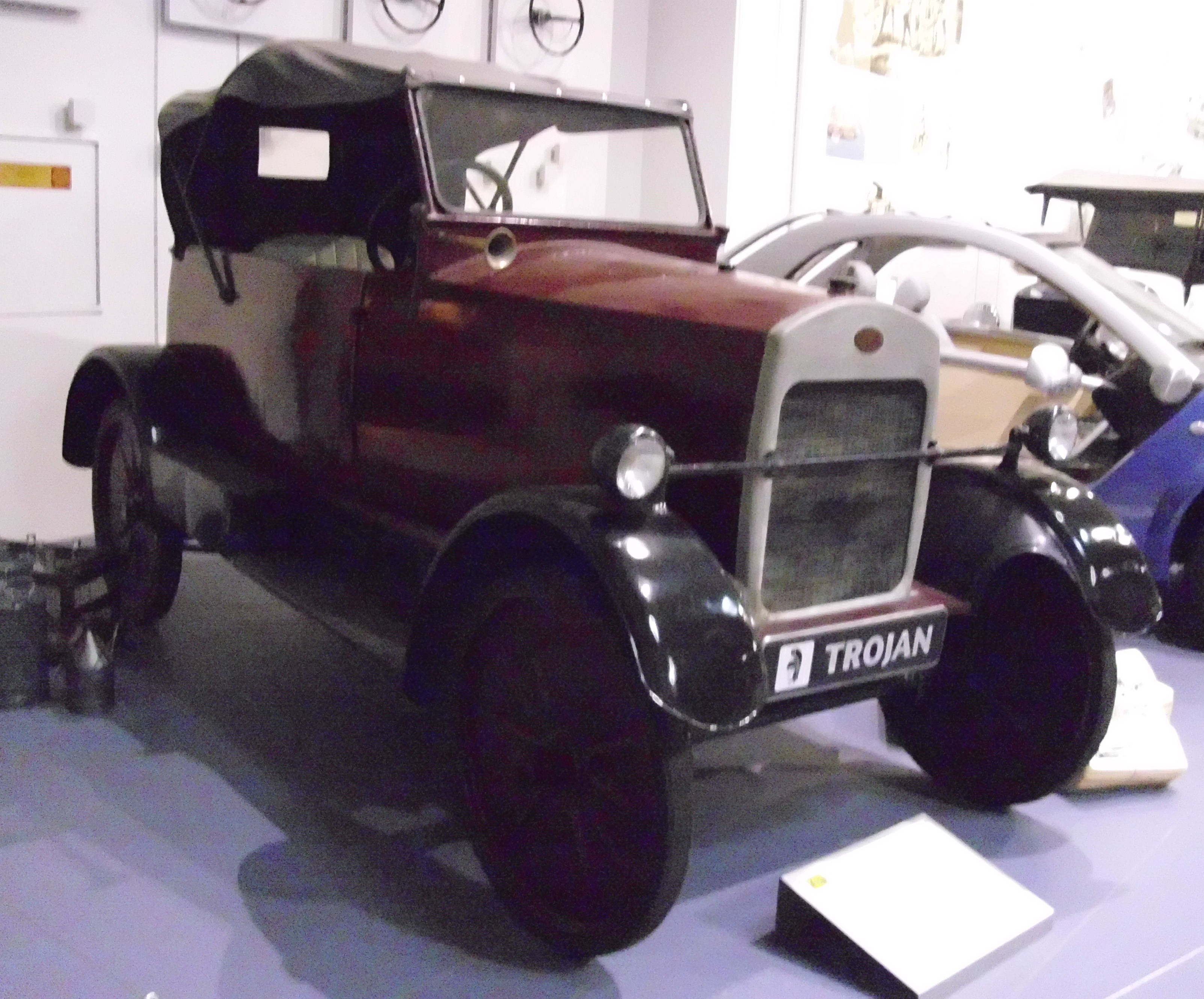
Trojan 10 HP aus der Zeit von 1922 bis 1930

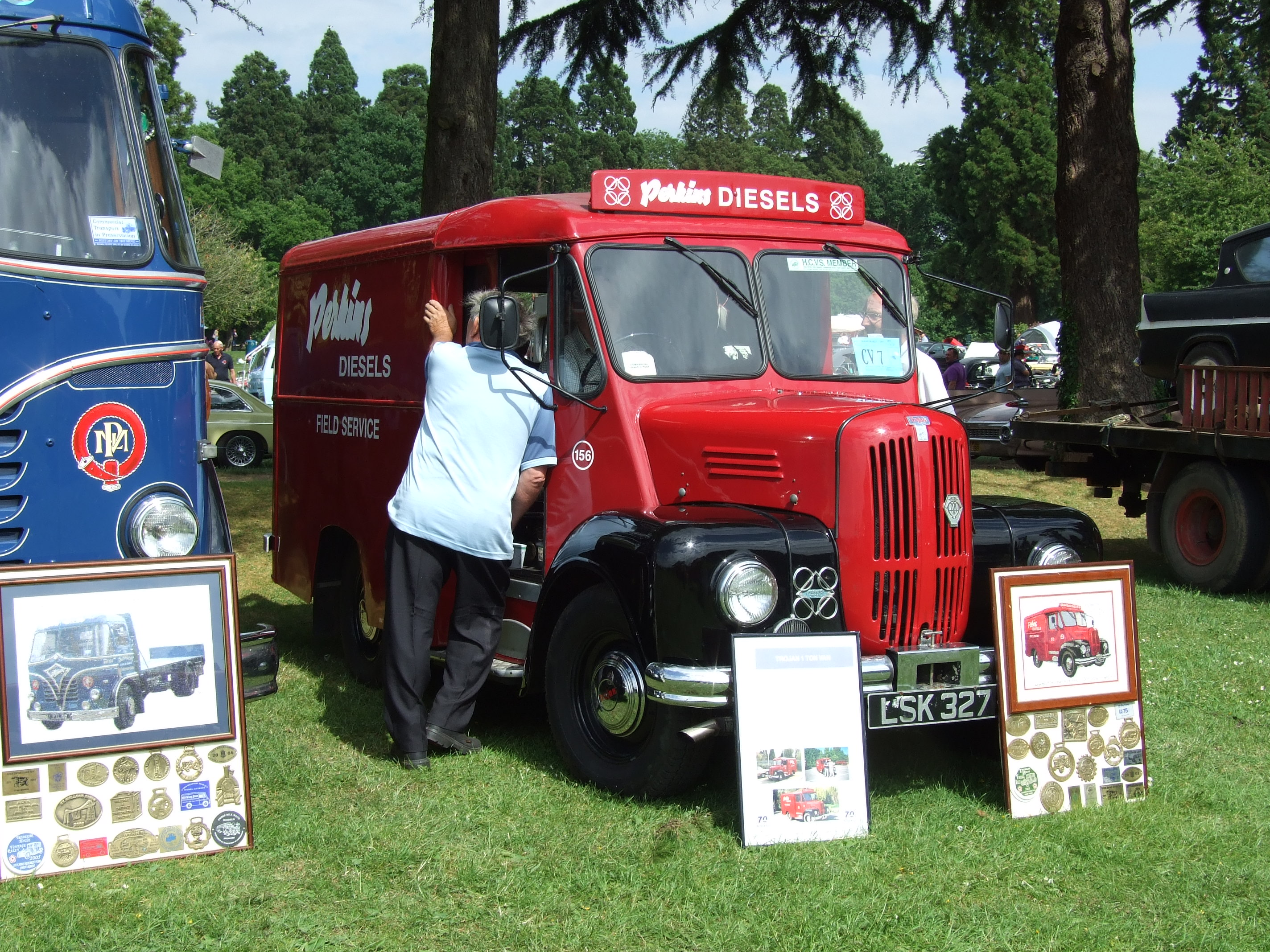
Trojan Series 7, in dieser Ausführung hergestellt von 1957 bis 1959

Das Trojan Utility Car kam für £230 auf den Markt, der Preis wurde 1925 auf £125 reduziert, exakt der Preis eines Ford T. Das Auto war sehr unkonventionell: Anstelle eines Fahrgestells verfügte es über ein wie ein Boot geformtes Fach unter den Sitzen, das Motor und Getriebe enthielt. Die 1527 -Kubikzentimeter-Maschine, die nach dem ausgeklügelten Hounsfield-Prinzip funktionierte, wurde angelassen, indem ein Hebel rechts des Fahrers hochgezogen wurde. Um die Wirtschaftlichkeit des Autos zu unterstreichen, warb die Firma mit dem Slogan “Can you afford to walk?” („Können Sie es sich leisten, zu gehen?“) und rechnete vor, dass bei einer Strecke von 200 Kilometern mehr Geld für Schuhe und Socken ausgegeben werden müssten als für die Fahrt im Trojan.
1920 wurde das Auto mit einem kleineren, nur noch 1488 Kubikzentimeter großen Motor ausgeliefert, um die steuerlich günstige 1,5-Liter-Klasse zu erreichen. Optional waren nun auch Luftreifen zu haben. Trojan gab eine 5000-Meilen-Garantie.
Auf Basis des Utility Car entstand 1924 auch ein Lieferwagen, zunächst für eine Nutzlast von 5 cwt (umgerechnet 254 kg) ausgelegt. Auch der Lieferwagen war zunächst nur mit dünnen Vollgummireifen erhältlich. Die Fußbremse wirkte auf die Hinterachse, die Handbremse auf die Kraftübertragung. Trojan wurde Lieferant für Brooke-Bond-Tee und stattete das Unternehmen mit Lieferwagen aus, was den Trojan in ganz Großbritannien populär machte. 1926 erschien eine größere Ausführung für 7 cwt (umgerechnet 355 kg) Nutzlast, die nun auch mit Luftreifen erhältlich war. Sie wurde 1933 von der äußerlich gleichen Variante für 10 cwt (umgerechnet 508 kg) Nutzlast abgelöst. Der Hubraum des Motors wurde verkleinert. Zur Gewichtserleichterung waren die Seitenwändes des Aufbaus mit Paneelen aus Fiberglas beplankt. Diese Ausführung blieb bis 1942 in Produktion. Bereits 1937 wurde der Senior mit einer Nutzlast von 12 cwt  (umgerechnet 609 kg) vorgestellt, der nun auch eine zeitgemäße Bremsanlage von Bendix erhielt. Alle anderen Konstruktionsmerkmale des Fahrzeuges blieben jedoch erhalten.
Nach Ende des Zweiten Weltkrieges wurde der Lieferwagen zunächst weiter produziert, jedoch 1947 von einem vollkommen neu konstruierten Fahrzeug mit zunächst 15 cwt (umgerechnet 762 kg) Nutzlast abgelöst. Als Antrieb diente nun der P3V-Dieselmotor von Perkins mit 3 l Hubraum, der eine Leistung von 34 bhp abgab. Der alte Zweitaktmotor war jedoch weiterhin erhältlich. Dieser Typ blieb bis zur Einstellung der Produktion 1959 im Fertigungsprogramm.
1958 erschien nochmals ein neuer Typ für eine Nutzlast von 25 cwt (umgerechnet 1,27 Tonnen), der vom Perkins-Dieselmotor angetrieben wurde. Im Unterschied zu den vorher entwickelten Typen war er als Frontlenker ausgelegt. Von diesem Fahrzeug konnten keine großen Stückzahlen abgesetzt werden. Einige Fahrgestelle erhielten einen Aufbau als Minibus.

## Der RE Trojan und die 1930er Jahre
Als die Partnerschaft mit Leyland endete übernahm Leslie Hounsfield die Produktion in Croydon; Leyland bot einige Ersatzteile bis in die frühen 1930er Jahre an.  Trotz erneuerten Karosserie-Designs brachen die Verkaufszahlen während der Weltwirtschaftskrise ein. 1931 wurde ein neues Modell, der RE, (Rear Engine=Heckmotor) mit einer Höchstgeschwindigkeit von 70 km/h angekündigt. Es hatte immer noch keinen elektrischen Anlasser und lediglich Hinterradbremsen. Nur 250 Exemplare wurden verkauft. Ein letzter Versuch war der Wayfarer aus dem Jahr 1934 mit Mittelmotor und Dreigangschaltung, aber nur drei Fahrzeuge wurden verkauft; auch der Sechszylinder Mastra hatte zwei Interessenten. Der Kombi verkaufte sich weiterhin gut. Das Utility car konnte weiterhin bestellt werden; das letzte Exemplar wurde 1937 ausgeliefert.
Leslie Hounsfield verließ die Firma 1930 und gründete ein neues Unternehmen, das unter anderem das „Safari“-Feldbett baute, das vieltausendfach im Zweiten Weltkrieg hergestellt wurde.
Die Firma Trojan baute weiterhin Lieferwagen, bis der Zweite Weltkrieg begann. Auch nach dem Krieg wurde das Fahrzeug mit dem Original-Motor weitergebaut; 1952 wurde er von einem Perkins Diesel ersetzt.

## Kleinwagen

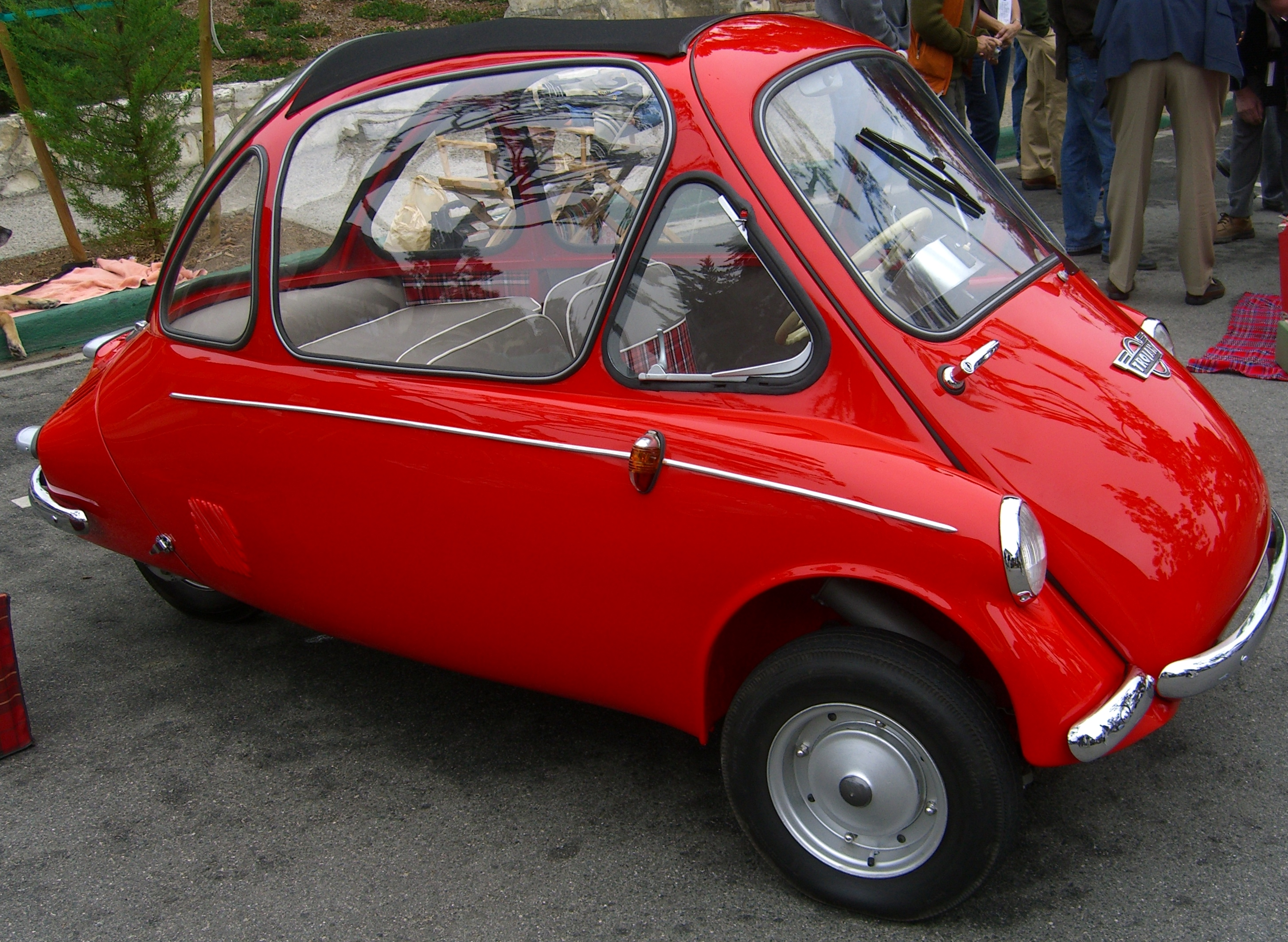
Trojan 200

1959 wurde die Firma von Peter Agg gekauft, und von 1960 bis 1965 baute er nach der Übernahme der Produktionsanlagen von der irischen  Dundalk Engineering Company die Heinkel Kabine unter der Bezeichnung Trojan 200 weiter, das letzte Fahrzeug, das den Namen Trojan trug. Von 1966 bis 1968 baute er Elva Sportwagen.

## Sport- und Rennwagen
In den 1970er-Jahren baute Trojan überwiegend im Fremdauftrag, vereinzelt aber auch im eigenen Namen Sport- und Rennwagen.

### Kundenautos für McLaren
Zu den ersten Kunden aus dem Motorsportbereich gehörte Bruce McLaren. Trojan baute für McLaren Racing die Kundenversionen der Rennsportwagen (M8C, M8E und M12) sowie die Formel-5000-Wagen M18 und M22.

### Eigene Formel-5000-Autos

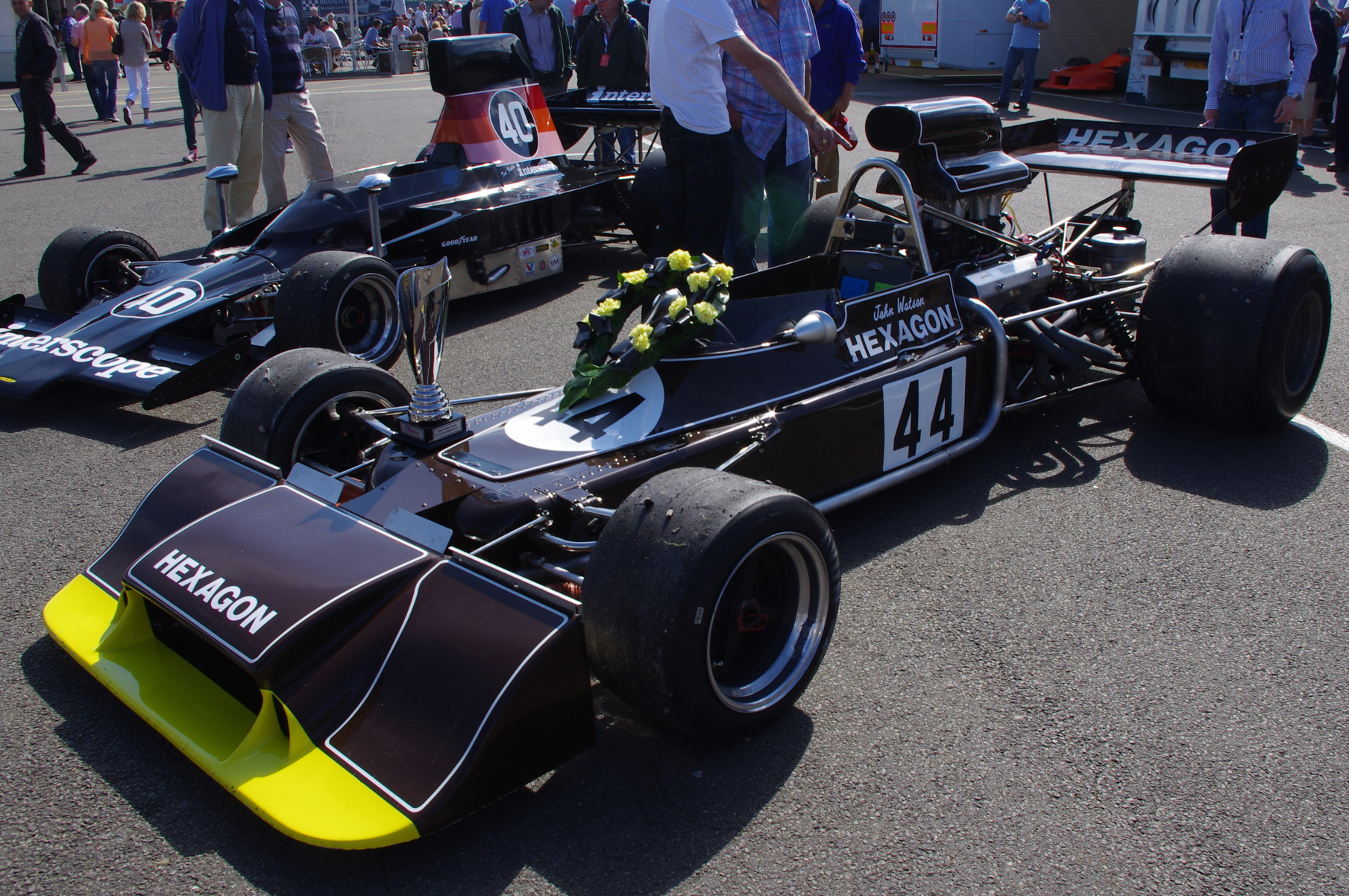
Trojan T101

Als McLaren nach dem Tod seines Gründers dazu überging, seine Rennwagen komplett selbst zu bauen, fiel Trojans größter Auftraggeber weg. Trojan begann daraufhin, eigene Rennwagen zu entwickeln und zu bauen. Das erste Modell war der Trojan T101, der für die Formel 5000 bestimmt war. Er verband Bauteile verschiedener älterer McLaren-Modelle miteinander. Nach den ersten eigenen Überlegungen beauftragte Trojan den Konstrukteur Ron Tauranac mit der Aufgabe, den T101 zu überarbeiten. Tauranac hatte in den 1960er-Jahren als Partner von Jack Brabham eine Reihe erfolgreicher Autos für das Brabham-Team gebaut und hatte sich, nachdem Jack Brabham sein Team an Bernie Ecclestone verkauft hatte, 1971 vorübergehend zurückgezogen. Sein Engagement bei Trojan war sein Wiedereinstieg in den britischen Motorsport. Der T101 wurde sechsmal gebaut und erzielte mit verschiedenen Kundenteams und den Fahrern Keith Holland und Jody Scheckter in Europa und in den USA einige Erfolge. Für die Formel-5000-Saison 1974 konstruierte Tauranac mit dem T102 ein komplett neues Modell, das keine Beziehung mehr zu McLaren hatte. Der T102 blieb ein Einzelstück, das spät einen Käufer fand und 1974 nur bei einigen europäischen Formel-5000-Rennen an den Start ging.

### Formel 1

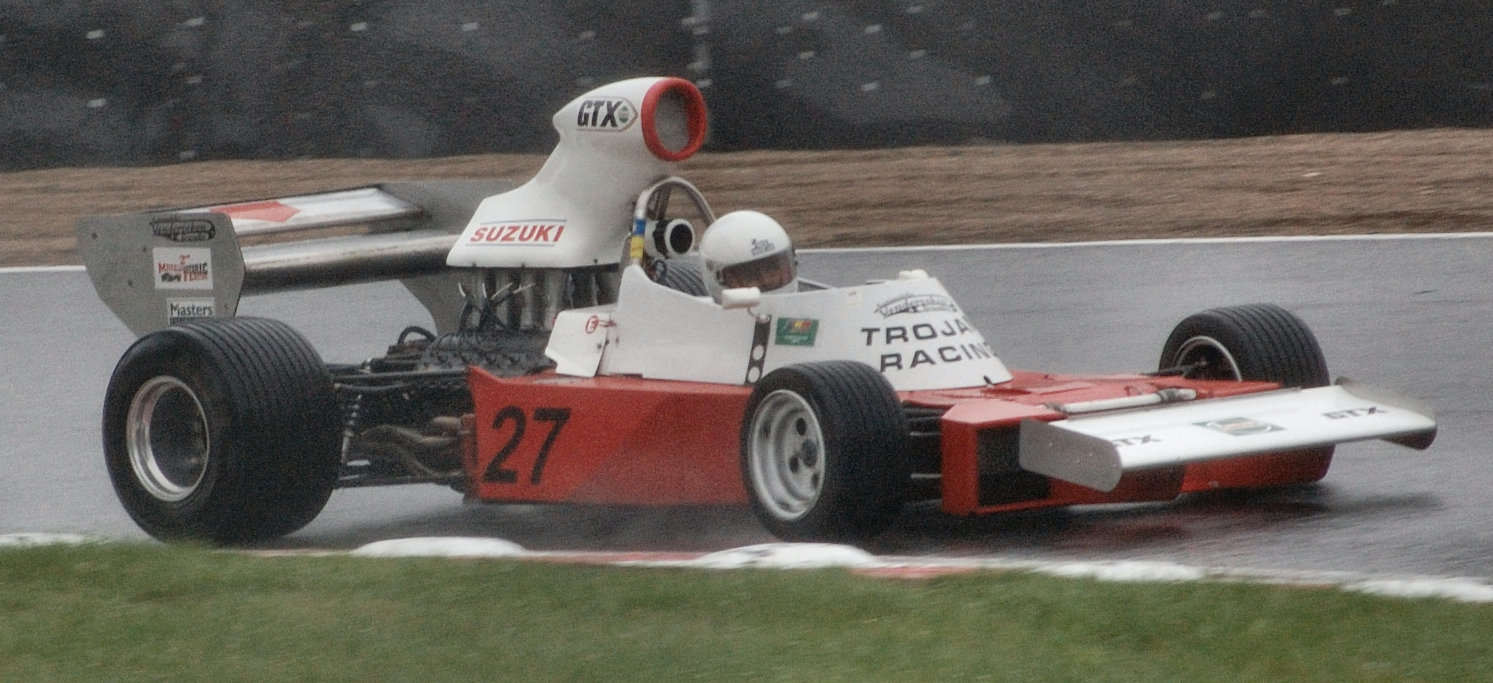
Trojan T103

Parallel zu dem T102 konstruierte Tauranac „in sehr kurzer Zeit“ und mit sehr geringen Mitteln den Trojan T103, der für die Formel 1 bestimmt war. Einer der Initiatoren des Projekts war der australische Rennfahrer Tim Schenken, der eng mit Tauranac befreundet war. Der T103 war ein einfaches und sehr hässliches Auto, das weitgehend dem T102 gleicht, das aber auf die Aufnahme eines Cosworth-DFV-Motors anstelle eines Achtzylinders von Chevrolet ausgelegt war. Trojan setzte den Wagen in der Formel-1-Saison mit einem Werksteam ein, das als Trojan Tauranac Racing gemeldet wurde. Der vom britischen Suzuki-Importeur finanzierte Rennstall ging bei acht Weltmeisterschaftsläufen mit Tim Schenken an den Start. Er erzielte keine Weltmeisterschaftspunkte. Das Team stellte noch vor dem Saisonende den Betrieb ein. Auch Trojan schloss danach die Tore.

## Pkw-Modelle (1922–1936)
| Modell | Bauzeitraum | Zylinder | Hubraum  | Leistung        | bei Drehzahl | Radstand |
| ------ | ----------- | -------- | -------- | --------------- | ------------ | -------- |
| 10 hp  | 1922        | 4 Reihe  | 1529 cm³ | 11 bhp (8,1 kW) | 1200 min−1   |          |
| 10 hp  | 1922–1930   | 4 Reihe  | 1488 cm³ | 10 bhp (7,4 kW) | 1200 min−1   | 2426 mm  |
| LW     | 1930–1936   | 4 Reihe  | 1488 cm³ | 12 bhp (8,8 kW) | 1000 min−1   | 2337 mm  |
| RE     | 1931–1936   | 4 Reihe  | 1488 cm³ | 12 bhp (8,8 kW) | 1000 min−1   | 2591 mm  |